# Miramella solitaria
Miramella solitaria är en insektsart som först beskrevs av Ikonnikov 1911.  Miramella solitaria ingår i släktet Miramella och familjen gräshoppor. Inga underarter finns listade i Catalogue of Life.